# Ammocharis longifolia
Ammocharis longifolia là một loài thực vật có hoa trong họ Amaryllidaceae. Loài này được Carl Linnaeus mô tả khoa học đầu tiên năm 1753 dưới danh pháp Amaryllis longifolia. Năm 1821 William Herbert chuyển nó sang chi Ammocharis.

## Hình ảnh

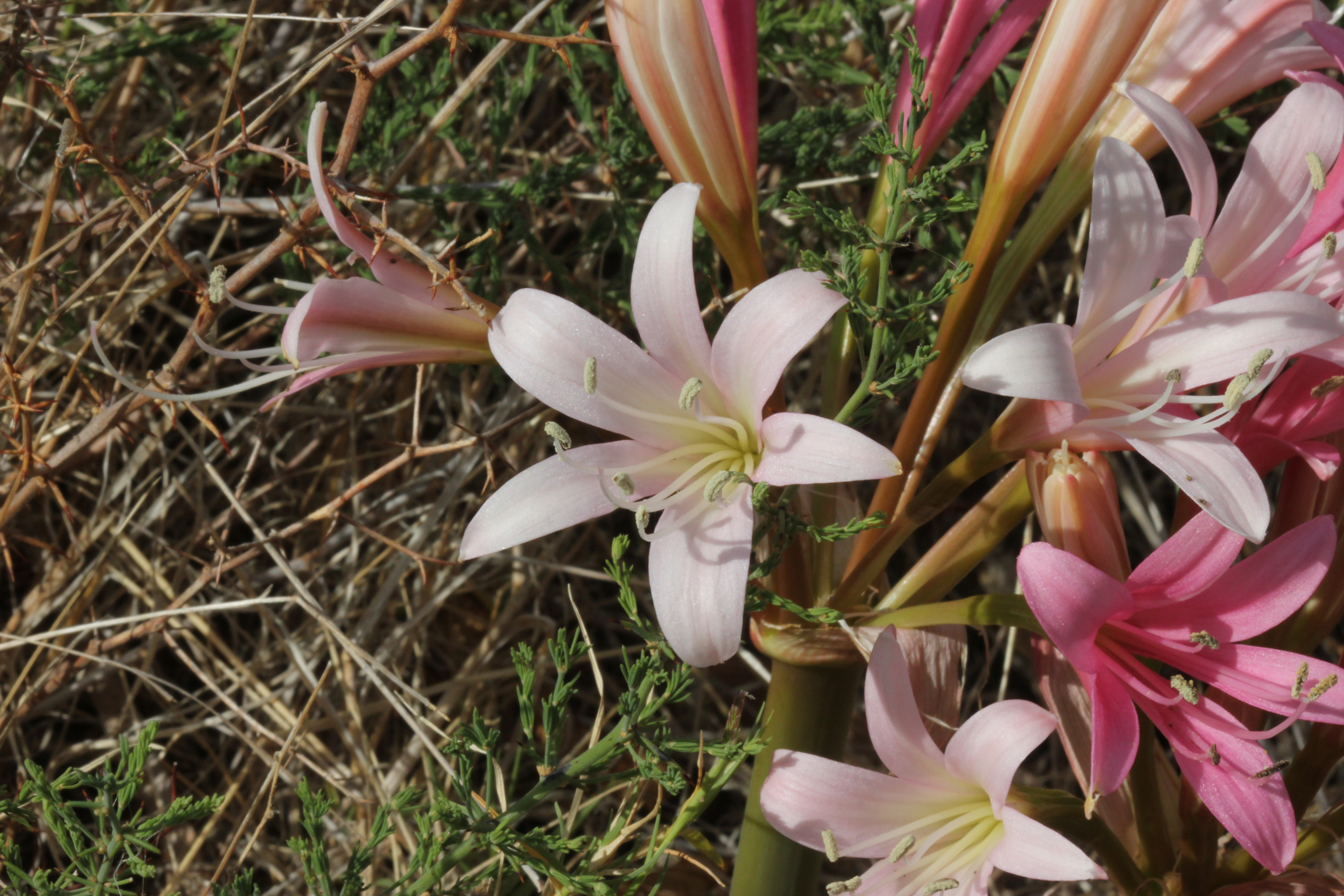
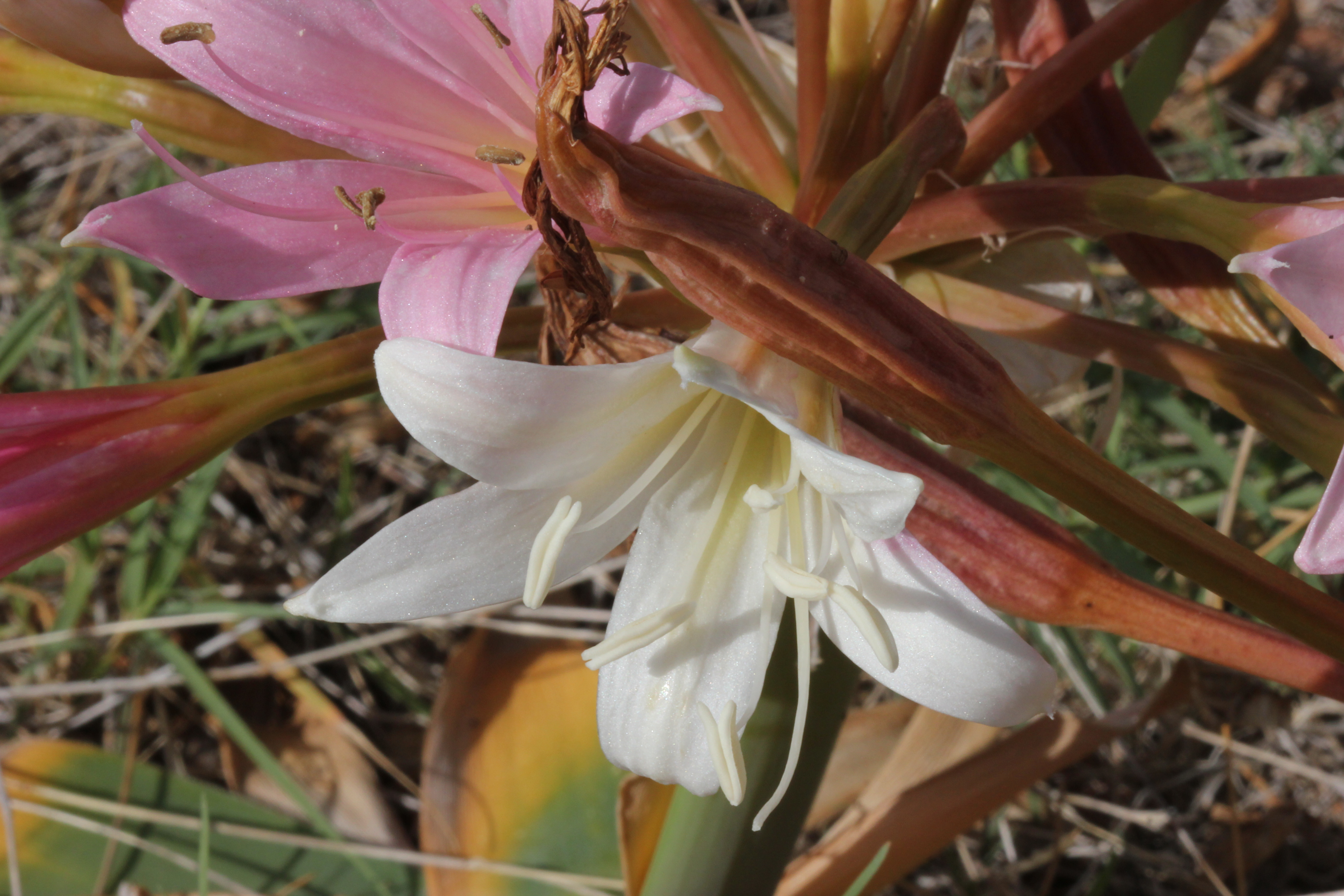
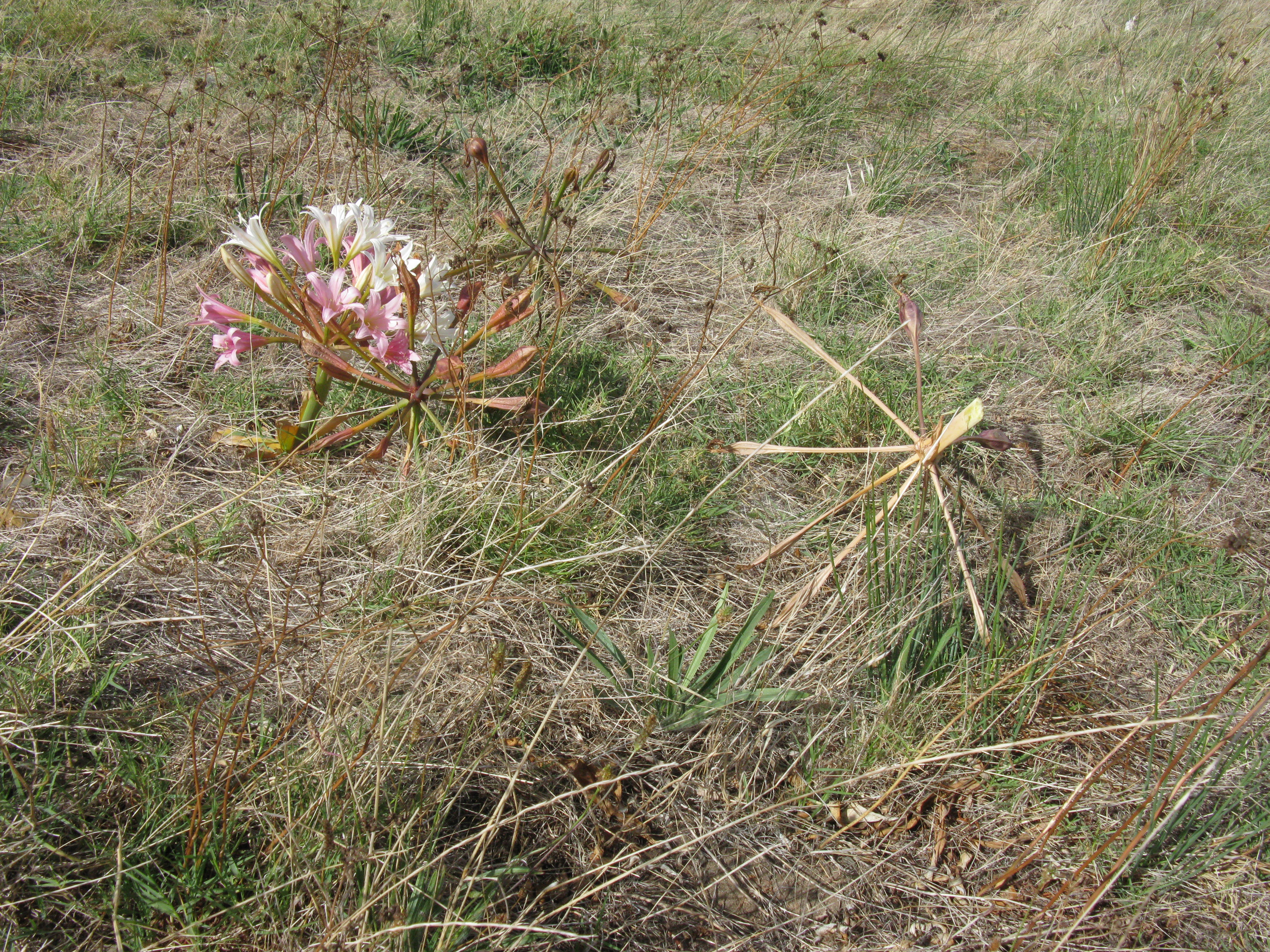